# AZS-AKF Kraków
KS AZS-AKF Kraków – wielosekcyjny uczelniany klub sportowy działający przy Akademii Kultury Fizycznej im. Bronisława Czecha w Krakowie.

## Historia
Został założony w 1976 roku. Jest to klub o charakterze wyczynowym.

## Sekcje
- gimnastyka sportowa
- kajakarstwo slalomowe
- lekkoatletyka
- judo
- taekwondo olimpijskie
- szermierka
- wioślarstwo

## Zawodnicy
- Dariusz Kuć
- Marcin Urbaś
- Marcin Nowak
- Wioletta Janowska
- Justyna Ostrowska
- Grzegorz Sudoł
- Marcin Starzak
- Grzegorz Zajączkowski
- Ziemowit Ryś
- Piotr Klimczak
- Mateusz Ligocki
- Jagna Marczułajtis-Walczak
- Radosław Zawrotniak